# Fritz Kolb
Fritz Kolb (geboren 17. November 1902 in Wien, Österreich-Ungarn; gestorben 24. März 1983 in Wien) war ein österreichischer Reformpädagoge und Diplomat.

## Leben
Fritz Kolb war eines von vier Kindern in einer Wiener Arbeiterfamilie. Er besuchte das Lehrerseminar und schloss die Ausbildung 1922 ab. Da wegen der Nachkriegswirtschaftskrise keine Lehrer eingestellt wurden, schlug er sich als Arbeiter durch, gelegentlich auch als Horterzieher bei den Kinderfreunden. Nebenher studierte er an der Universität Wien, die ihn 1930 mit der Dissertation Wege der geschlechtlichen Reifung beim Jugendlichen. Eine psychologische Studie promovierte. In dieser Zeit schloss er eine lebenslange Freundschaft mit Karl Popper.
Kolb engagierte sich in der Arbeitsgemeinschaft sozialistischer Erzieher und schrieb seit 1924 in der Zeitschrift Sozialistische Erziehung. Zeitschrift für die Bildungsarbeit der sozialistischen Bewegung Österreichs. Kolb war Mitglied der Alpinistengilde der Naturfreunde und organisierte 1930 eine Arbeiter-Expedition in den Kaukasus. Im selben Jahr erhielt er eine feste Stelle an einer Wiener Versuchsschule im 20. Bezirk und heiratete die Erzieherin Martha Grandl (1910–2000).
Im Februar 1934 etablierte sich der austrofaschistische Ständestaat und verbot die sozialistischen Organisationen Kinderfreunde, Rote Falken und Naturfreunde. Kolbs gesellschaftliche und politische Arbeit wurde in den Untergrund gedrängt, dies umso mehr nach dem Anschluss Österreichs an das nationalsozialistische Deutschland 1938. 
Kolb und Ludwig Krenek sollten 1938 eine britisch-österreichische Himalaya-Tour einer internationalen Akademikervereinigung leiten; die Tour wurde wegen der Sudetenkrise auf den Sommer 1939 verlegt. Sie begann, trotz der zunehmenden politischen Unsicherheit, im Juli 1939 mit der Schiffsreise von Marseille nach Bombay, Martha Kolb war als Haushaltshilfe nach England gegangen, um dort die Entwicklung abzuwarten. Am 7. September 1939 wurde der Berg Mulkila (6517 m) erstbestiegen, nach dem Abstieg wurden die beiden deutschen Teilnehmer als Enemy Aliens in Ahmednagar und später in Premnagar bei Dehradun interniert. 1944 wurden sie nach Purandhar bei Poona verlegt. In den Lagern wurden sie von Anhängern des Nationalsozialismus drangsaliert. 1944 wurde er als Antifaschist aus der britischen Internierungshaft entlassen und trat eine Stelle als Geschichtslehrer an der US-amerikanischen Highclerc School in der Hill Station Kodaikanal in Südindien an. Mit Krenek machte er 1945 eine weitere Bergtour in den Garhwal-Himalaya und 1946 nach Paddar im Distrikt Kishtwar (Kaschmir). 1946 kam er in Indien wieder mit seiner Frau zusammen; eine ihrer zwei Töchter ist die Klimaforscherin Helga Kromp-Kolb.
Im Jahr 1948 konnten sie zu dritt nach Österreich zurückkehren, wo Kolb zunächst als Hauptschullehrer arbeitete. Er wurde dann als Vertreter Österreichs nach Paris zur OEEC beordert, wurde danach Leiter der österreichischen Gesandtschaft bei der EGKS in Luxemburg und von 1960 bis 1963 Botschafter in Pakistan. 1967 wurde er pensioniert. 
Er wurde am Südwestfriedhof bestattet.

## Schriften (Auswahl)
- Bücher für mein Kind Ein Ratgeber für Eltern, Lehrer und Erzieher. Wien : Jungbrunnen, 1927
- Wir wandern. Verlag Jungbrunnen, 1931
- Pfade zur Höhe; Zehnjahrbuch der Alpinistengilde. Wien : Verlag der Alpinistengilde im Touristenverein "Die Naturfreunde", 1931
- Tschok. Geschichte eines Hundes. Wien : Verlag Jungbrunnen, 1955
- Wir wandern in die Weite Ein Wegweiser für Leiter von Kinderausflügen. Wien : Jungbrunnen, 1956
- Einzelgänger im Himalaya. München : Bruckmann, 1957, Verlag Atelier, 2024, ISBN 978-3-99065-128-5
  - Himalaya Venture. Übersetzung Lawrence P R Wilson. London : Lutterworth Press, 1959
- Amerikas Zukunft, Europas Schicksal. Wien : Europaverlag, 1975
- Es kam ganz anders : Betrachtungen eines alt gewordenen Sozialisten. Vorwort Karl R. Popper. Wien : Österreichischer Bundesverlag, 1981; eine Aufarbeitung seiner parteipolitischen Enttäuschungen
- Leben in der Retorte : als österreichischer Alpinist in indischen Internierungslagern. Geleitwort von Heinz Fischer. Hrsg. von Margit Franz und Karl Wimmler. Graz : Clio, 2014 ISBN 978-3-902542-42-7; dazu eine Besprechung in der jüdischen Kulturzeitschrift "David" (Heft 105, Nr. 7/2015)